# Chi Cá sấu mõm ngắn
Chi Cá sấu mõm ngắn (tên khoa học Alligator) là một chi cá sấu trong họ Họ Cá sấu mõm ngắn (Alligatoridae). Hiện nay có hai loài vẫn còn tồn tại thuộc chi này là cá sấu mõm ngắn Mỹ (A. mississippiensis) và Cá sấu Dương Tử (A. sinensis). Chi này tồn tại từ cách đây 37 triệu năm trước. Trong số chúng, cá sấu mõm ngắn Mỹ được coi là nằm trong số những con cá sấu nguy hiểm, có thể tấn công và ăn thịt người.

## Tên gọi
Trong ngôn ngữ, Alligator được dịch từ tiếng Tây Ban Nha là el lagarto có nghĩa là thằn lằn, sau đó đánh vần ra tiếng Anh là allagarta và alagarto. Alligator đôi khi được dịch là cá sấu Mỹ, tuy nhiên điều này không đúng, do dễ bị lẫn với Cá sấu Mỹ có tên khoa học là Crocodylus acutus. Một điều gây nhầm lẫn là ở miền bắc Úc đôi khi người ta gọi cá sấu nước mặn là alligator (cá sấu alligator) trong khi nó không phải là như thế và loài cá sấu nước ngọt nhỏ hơn thì gọi là crocodile (cá sấu).
Điều này có lẽ là do cá sấu nước ngọt có mõm dài nhìn rất giống cá sấu sông Nin thu nhỏ, trong khi cá sấu nước mặn có thể rất giống với cá sấu alligator Mỹ ít nguy hiểm hơn nhiều. Vì thế khi người Úc nói Alligator Rivers để chỉ cá sấu ở vùng lãnh thổ phía bắc thì trên thực tế nó là cá sấu nước mặn. Đây là giải thích cho việc những người Mỹ đôi khi cho rằng cá sấu alligator là những động vật nguy hiểm chứ không phải cá sấu.

## Mô tả
Chi cá sấu này gồm những loài xuất hiện trên các bãi bồi vào thời Creta ở châu Âu, nơi đây chúng tồn tại cho đến Pliocene. Các loài cá sấu mõm ngắn thực sự ngày nay có 2 đại diện A. mississippiensis ở Đông Nam Hoa Kỳ, loài này dài đến 4.24 m và nặng 454.5 kg và loài nhỏ hơn Alligator sinensis thuộc sông Dương Tử, Trung Quốc, loài này dài trung bình 1,5 m.
Trong hai loài còn tồn tại của chi alligator này thì cá sấu mõm ngắn Mỹ lớn hơn loài cá sấu alligator còn tồn tại, cá sấu Dương Tử. Chúng có thân dài 5–7 ft (1,5–2,1 m). Con đực trưởng thành dài trung bình 11,2 ft (3,4 m) còn con cái trưởng thành dài trung bình 2,5m đến 3,0 m. Con lớn có cân nặng từ 168 đến 800 lb (76 đến 363 kg), với một ngoại lệ cân nặng của con đực già vượt mức 14 ft (4,3 m) and 1.000 pound (450 kg). Con lớn nhất kỷ lục được bắt ở Louisiana đầu thập niên 1900 và dài 19 foot 2 inch (5,84 m) và nặng 2.200 lb (1.000 kg). Con lớn thứ nhì dài 17 feet 5 inch, từ Florida. Đuôi, chiếm một nửa tổng chiều dài của nó, được sử dụng chủ yếu để tạo lực đẩy khi bơi.

## Sự khác biệt với cá sấu thực thụ
Những con cá sấu này khác nhau, sự khác nhau cơ bản giữa những con cá sấu thuộc họ Alligatoridae với các loài cá sấu thực sử chủ yếu là việc chúng có đầu rộng hơn và ngắn hơn, mõm cũng ngắn hơn và mập hơn. Đặc biệt là bộ răng của cá sấu mõm ngắn nằm gọn trong mõm khi ngậm miệng chứ không chìa lởm chởm ra ngoài như cá sấu thông thường. Cá sấu mõm ngắn thích nghi tốt với môi trường nước ngọt trong khi cá sấu thực thụ có thể sống được trong môi trường nước lợ. Nói chung, cá sấu thực thụ có xu hướng nguy hiểm hơn đối với con người hơn là những con cá sấu mõm ngắn. Một đặc điểm kỳ lạ mới được phát hiện ở cả hai chi cá sấu caiman và cá sấu mõm ngắn Mỹ là chúng đều ăn lá và trái cây ngoài chế độ ăn uống bình thường của chúng là cá và thịt.